# 菊夫人
《菊夫人》（法語：Madame Chrysanthème）是皮埃爾·洛蒂所著的小說，以一位海軍軍官的自傳式日記形式呈現，他在日本長崎駐紮期間，曾與一位日本女子短暫結婚。這部小說緊貼他在1885年與菊夫人在十善寺附近的一個月付費關係的日記。《菊夫人》最初以法語寫成，出版於1887年，在當時非常成功，出版後的前五年就發行了25版，並被翻譯成包括英語在內的多種語言。在20世紀之交，這本書被認為是塑造西方對日本態度的重要文本。這本書在日本被稱為，為法文名字的直接翻譯。
安德烈·梅瑟（André Messager）於1893年創作的同名歌劇，以及普契尼於1904年創作的歌劇《蝴蝶夫人》的某些部分，都是根據這部作品改編而成。

## 外部連結

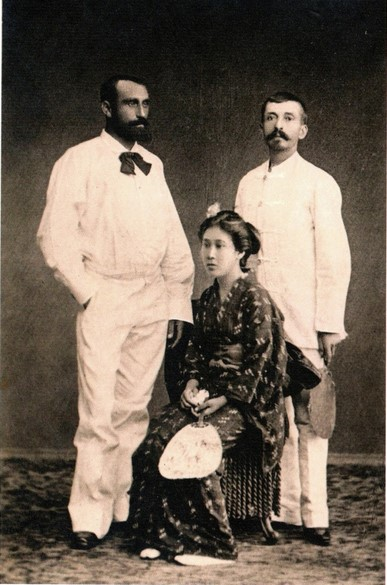
皮埃爾·勒科爾、皮埃爾·洛蒂和菊夫人，攝於1885年。

- Madame Chrysanthème at Google Books.
- Madame Chrysanthème - 古腾堡计划
- Audio version of original French
- LibriVox中的公有领域有声书《Madame Chrysantheme》